# The Right Approach
Pour plus de détails, voir Fiche technique et Distribution.
The Right Approach est un film américain réalisé par David Butler, sorti en 1961.

## Fiche technique
- Titre : The Right Approach
- Réalisation : David Butler
- Scénario : Fay Kanin et Michael Kanin d'après la pièce de Garson Kanin
- Photographie : Sam Leavitt
- Montage : Tom McAdoo
- Musique : Dominic Frontiere
- Pays d'origine : États-Unis
- Format : Noir et blanc - 2,35:1 - Mono
- Genre : drame
- Date de sortie : 1961

## Distribution
- Frankie Vaughan : Leo Mack
- Martha Hyer : Anne Perry
- Juliet Prowse : Ursula Poe
- Gary Crosby : Rip Hulett
- David McLean : Bill Sikulovic
- Jesse White : Brian Freer
- Jane Withers : Liz Fargo